# Paul Zumthor
Paul Zumthor (ur. 5 sierpnia 1915 w Genewie, zm. 1 listopada 1995 w Montrealu) – szwajcarski historyk, filolog i powieściopisarz, znawca poezji średniowiecznej. 
Był profesorem Uniwersytetu w Amsterdamie, Uniwersytetu w Vincennes oraz Uniwersytetu w Montrealu. Jest autorem m.in. biografii Wilhelma Zdobywcy, wydanej po raz pierwszy w 1964, często później wznawianej.
Był członkiem Królewskiej Holenderskiej Akademii Sztuk i Nauk.

## Publikacje
- Merlin le prophète. Un thème de la littérature polémique, de l'historiographie et des romans (1943)
- Antigone ou l'espérance. (1945)
- Victor Hugo poète de Satan (1946)
- Saint Bernard de Clairvaux (1947), współautor Albert Béguin
- Positions actuelles de la linguistique et de l'histoire littéraire (1948)
- Lettres de Héloïse et Abélard (1950)
- Abréviations composées (1951)
- L'Inventio dans la poésie française archaïque (1952)
- Miroirs de l'Amour. Tragédie et Préciosité (1952)
- Histoire littéraire de la France médiévale (VIe-XIVe siècles). (1954)
- Charles le Chauve (1957)
- La griffe, Paris (1957)